# سوارکار مرموز
سوارکار مرموز (انگلیسی: The Mysterious Rider) یک فیلم وسترن آمریکایی به کارگردانی لزلی سلاندر است که در سال ۱۹۳۸ منتشر شد.

## بازیگران
- داگلاس دامبریل
- سیدنی تولر
- استنلی اندروز
- مونته بلو
- گلن استرینج